# Into the Enchanted Chamber
Into the Enchanted Chamber — дебютный полноформатный студийный альбом шведской пауэр-метал-группы Timeless Miracle,  выпущен 27 июня 2005 года на лейбле Marquee/Avalon в Японии и на Massacre Records в Европе.
На японском издании альбома присутствует бонус-трек «Church of the Damned».
Художественное оформление альбома выполнил известный шведский художник Маттиас Норен (Mattias Norén) из компании ProgArt Media, работавший также с Kamelot, Epica, Evergrey, Stratovarius, Ayreon и другими.

## Список композиций
1. Curse of the Werewolf — 7:15
2. Witches of Black Magic — 4:24
3. Into the Enchanted Chamber — 6:07
4. The Devil — 5:30
5. The Red Rose — 5:43
6. A Minor Intermezzo — 1:21
7. Return of the Werewolf — 4:55
8. Memories — 4:15
9. The Gates of Hell — 4:21
10. Down to the Gallows — 5:46
11. The Dark Side Forest — 00:47
12. The Voyage — 14:10
13. Church of the Damned (Japanese bonus) — 04:38

## Участники записи
- Микаэль Хольст — вокал/бас-гитара
- Фредрик Нильссон — клавишные/гитара
- Стэн Моллер — гитара
- Хайме Салазар — ударные

### Приглашённые музыканты
- Нина Кристенсен — скрипка (3)
- Майкл Рикбо — бэк-вокал (7)
- Понтус Линдмарк — гитара